# Johann Glaser (Politiker)
Johann Glaser (* 26. September 1883 in Klostermarienberg; † 9. Juni 1959 in Wien) war ein österreichischer Landwirt in Klostermarienberg und Politiker (SPÖ). Glaser war verheiratet und von 1930 bis 1934 sowie von 1946 bis 1951 Abgeordneter zum Burgenländischen Landtag.

## Leben
Glaser war Sohn des Landwirts Peter Glaser aus Klostermarienberg und besuchte die Volksschule. Er war danach als Maurer und Landwirt tätig und kehrte nach einem elfjährigen Aufenthalt in Amerika nach Klostermarienberg zurück. Er war von 1927 bis 1934 Kammerrat der Burgenländischen Landwirtschaftskammer und vertrat die SPÖ vom 5. Dezember 1930 bis zum 12. Februar 1934 im Burgenländischen Landtag. Ab 17. März 1946 war Glaser Obmann der Landesorganisation des österreichischen Arbeiterbauernbundes im Burgenland und vertrat die SPÖ ab 4. November 1946 erneut im Burgenländischen Landtag. Er gehörte während der V. und VI. Gesetzgebungsperiode dem Landtag an und schied am 12. Dezember 1951 nach einem Mandatsverzicht aus dem Landtag aus.
Er wurde in Klostermarienberg begraben.